# Ophiorrhiza neglecta
Ophiorrhiza neglecta är en måreväxtart som beskrevs av Carl Ludwig von Blume och Dc.. Ophiorrhiza neglecta ingår i släktet Ophiorrhiza och familjen måreväxter. Inga underarter finns listade i Catalogue of Life.